# Giuluș
Giuluș – wieś w Rumunii, w okręgu Marusza, w gminie Ogra. W 2011 roku liczyła 146 mieszkańców.